# Histoire d'un crime (pel·lícula)
Histoire d'un crime és una pel·lícula muda francesa de 1901 dirigida per Ferdinand Zecca i distribuïda per Pathé Frères. La pel·lícula és protagonitzada per Jean Liézer com l'assassí i es va basar en una sèrie de quadres contemporanis titulada «L'histoire d'un crime» en el museu Grévin.
Histoire d'un crime es considera la primera pel·lícula policial francesa i una de les primeres a utilitzar escenaris realistes i sòrdids. L'historiador de cinema Don Fairservice ha assenyalat que Histoire d'un crime va ser «molt influent». Zecca havia convençut a Charles Pathé que altres temes cinematogràfics podrien complementar els documentals de Pathé. Les seves altres pel·lícules van incloure comèdies, pel·lícules amb trucs o contes de fades, com Les Sept châteaux du Diable de 1901, i La Belle au bois dormant de 1902, així com drames socials com Les Victimes de l'alcoolisme (1902), Au pays noir (1905) i reconstruccions de fets reals, seny el més famós La Catastrophe de la Martinique (1902).

## Sinopsi
Durant un violació de domicili, un empleat del banc (Jean Liézer) dorm quan és apunyalat per un lladre. L'endemà, el lladre, un fuster desocupat, és arrestat en un cafè mentre gasta generosament en vi. El jutgen i rl declaren culpable.
Mentre el lladre està detingut a la presó, veu una sèrie de flashbacks en la paret de la seva cel·la, que ho representen com un treballador honest amb una vida casolana feliç, però aviat comença a beure en excés. En convertir-se en un lladre, descendeix encara més cap al crim i finalment comet un assassinat.
Quan arriba el dia de l'execució, els botxins li tallen el pèl i un sacerdot realitza una expiació. El lladre és conduït a la guillotina i executat.

## Producció
Histoire d'un crime és estilísticament innovadora en el seu ús de la superposició d'imatges. La història era d'un home condemnat a mort, en espera d'execució, amb els seus crims apareixent en la paret de la seva cel·la. La pel·lícula també és un exemple primerenc de flashbacks com un element de la pel·lícula. El realisme retratat va fer que la pel·lícula es detingués abans de l'escena final de l'execució per a permetre que les dones i els nens sortissin del teatre. Més tard, les autoritats franceses van censurar la pel·lícula i van exigir que l'escena s'eliminés per complet.